# فيك فينكلستاين
فيك فينكلستاين (بالإنجليزية: Victor Berel Finkelstein)‏ هو ناشط وكاتب جنوب أفريقي، ولد في 25 يناير 1938 في جوهانسبرغ في جنوب أفريقيا، وتوفي في 30 نوفمبر 2011.